# Аманьё д’Астарак
Аманьё (фр. Amanieu d'Astarac; ок. 1295—1297 — 1330) — граф Астарака с 1328 года.
Второй сын Бернара V и Маты де Фуа.
Стал наследником графства Астарак после смерти Бернара VI (ум. до 1324), своего старшего брата.
В 1317 году женился на Сесиль де Комменж (ок. 1300—1354), дочери графа Бернара VII де Комменж.
В 1320 году люди Аманьё д’Астарака в драке убили несколько человек из числа приближённых Карла де Ла Марша — брата короля. Аманьё выдал виновных, но один из них заявил, что действовал по его указанию. Аманьё был обвинён в заговоре, но за него вступился земляк — папа Иоанн XXII, и обвинение сняли.
В 1323 году Аманьё по не известной причине оказался в парижской тюрьме (возможно - за то, что занимался разбоями). Благодаря Иоанну XXII получил достаточно мягкое наказание — два года службы во французском отряде крестоносцев в королевстве Кипр. Папа написал для него рекомендательные письма королю и коннетаблю Кипра (март 1324).
В 1328 году, после смерти отца, Аманьё д’Астарак вступил в управление наследственным графством. Но уже в 1330 году он умер, и графом Астарака стал его сын Сантюль IV (под опекой матери).
Вдова Аманьё Сесиль де Комменж вторым браком вышла замуж за Джованни Монферратского.